# 師岡町 (横浜市)
師岡町（もろおかちょう）は、神奈川県横浜市港北区の町名。「丁目」のない単独行政地名。住居表示未実施区域。

## 地理
港北区の東部に位置し、南西に大豆戸町、西に大倉山一丁目、北西に大曽根一丁目、北に樽町一丁目、東に鶴見区駒岡二丁目と鶴見区獅子ケ谷二丁目・三丁目、南に鶴見区上の宮二丁目と接している。

### 字
- 南谷戸
- 仲ケ谷戸
- 表谷戸
- 沼上耕地
- 打越[2]

### 地価
住宅地の地価は、2025年（令和7年）1月1日の公示地価によると、師岡町字南谷戸339番28の地点で31万円/m²、師岡町字表谷戸1061番3の地点で29万9000円/m²となっている。

## 歴史

### 沿革
かつてはこの場所は、橘樹郡師岡村だった。
- 1889年（明治22年）4月1日 - 町村制施行に伴い、獅子ヶ谷村、駒岡村、上末吉村、下末吉村、北寺尾村、馬場村と合併し、橘樹郡旭村大字師岡となる。
- 1927年（昭和2年）4月1日 - 旭村が横浜市に編入し、横浜市師岡町となる[8]。
- 1927年（昭和2年）10月1日 - 区制施行により神奈川区が設置され、横浜市神奈川区師岡町となる[9]。
- 1939年（昭和14年）4月1日 - 港北区の新設により、横浜市港北区師岡町となる[10]。
- 1964年（昭和39年）2月14日 - 師岡町の一部を鶴見区駒岡町へ編入[11]。
- 1969年（昭和44年）10月1日 - 行政区の再編成に伴い、港北区を再配置。横浜市港北区師岡町となる[12]。
- 1974年（昭和49年）8月19日 - 住居表示の実施に伴い、鶴見区北寺尾町の一部を師岡町に編入[13]。
- 1978年（昭和53年）3月8日 - 師岡町の一部を鶴見区獅子ケ谷町へ編入[14]。
- 1982年（昭和57年）7月19日 - 住居表示の実施に伴い、大曾根町・樽町の一部を師岡町に編入。師岡町の一部を樽町一丁目、樽町四丁目へ編入[15]。
- 1993年（平成5年）10月18日 - 駒岡一丁目の新設・住居表示の実施に伴い、駒岡町、獅子ケ谷町の一部を師岡町に編入[16]。
- 1994年（平成6年）11月6日 - 行政区の再編成に伴い、港北区を再配置。横浜市港北区師岡町となる[17]。

## 世帯数と人口
2025年（令和7年）6月30日現在（横浜市発表）の世帯数と人口は以下の通りである。
| 町丁   | 世帯数    | 人口     |
| ------ | --------- | -------- |
| 師岡町 | 5,040世帯 | 10,585人 |

### 人口の変遷
国勢調査による人口の推移。
| 年                 | 人口   |
| ------------------ | ------ |
| 1995年（平成7年）  | 8,715  |
| 2000年（平成12年） | 9,351  |
| 2005年（平成17年） | 9,783  |
| 2010年（平成22年） | 10,019 |
| 2015年（平成27年） | 10,219 |
| 2020年（令和2年）  | 10,356 |

### 世帯数の変遷
国勢調査による世帯数の推移。
| 年                 | 世帯数 |
| ------------------ | ------ |
| 1995年（平成7年）  | 3,511  |
| 2000年（平成12年） | 3,856  |
| 2005年（平成17年） | 4,087  |
| 2010年（平成22年） | 4,302  |
| 2015年（平成27年） | 4,464  |
| 2020年（令和2年）  | 4,636  |

## 学区
市立小・中学校に通う場合、学区は以下の通りとなる（2024年11月時点）。
| 番・番地等             | 小学校             | 中学校             |
| ---------------------- | ------------------ | ------------------ |
| 279〜281番地           | 横浜市立菊名小学校 | 横浜市立樽町中学校 |
| 1〜278番地 282番地以降 | 横浜市立師岡小学校 | 横浜市立樽町中学校 |

## 事業所
2021年（令和3年）現在の経済センサス調査による事業所数と従業員数は以下の通りである。
| 町丁   | 事業所数  | 従業員数 |
| ------ | --------- | -------- |
| 師岡町 | 350事業所 | 3,638人  |

### 事業者数の変遷
経済センサスによる事業所数の推移。
| 年                 | 事業者数 |
| ------------------ | -------- |
| 2016年（平成28年） | 346      |
| 2021年（令和3年）  | 350      |

### 従業員数の変遷
経済センサスによる従業員数の推移。
| 年                 | 従業員数 |
| ------------------ | -------- |
| 2016年（平成28年） | 4,144    |
| 2021年（令和3年）  | 3,638    |

## 施設
- 師岡熊野神社
  - 師岡貝塚
- トレッサ横浜
- 横浜市立師岡小学校
- 横浜師岡郵便局[27]

## 交通
中央部を環状2号線が貫いている。環状2号上を横浜市営バス（6系統、104系統）と川崎鶴見臨港バス（鶴02系統、鶴23系統）、駒岡との境界で川崎鶴見臨港バス（鶴03系統、鶴23系統）と東急バス（日93系統）がそれぞれ運行している。

## その他

### 日本郵便
- 郵便番号 : 222-0002[3]（集配局：港北郵便局[28]）

### 警察
町内の警察の管轄区域は以下の通りである。
| 番・番地等 | 警察署     | 交番・駐在所 |
| ---------- | ---------- | ------------ |
| 全域       | 港北警察署 | 大倉山交番   |

## 出身・ゆかりのある人物
- 小室圭（アメリカ・ニューヨーク州の弁護士、秋篠宮文仁親王第1女子眞子の夫） - 自宅マンションが町内にある。

## 関連文献
- 「古師岡村 新師岡村」『新編武蔵風土記稿』 巻ノ67橘樹郡ノ10、内務省地理局、1884年6月。NDLJP:763984/76。